# Patiria miniata
Espèce
Patiria miniata (parfois appelée Asterina miniata) est une espèce d'étoile de mer de la famille des Asterinidae.

## Description
Elle a habituellement cinq bras avec un disque central de l'animal beaucoup plus grand que les bras ne sont longs. Elle a parfois jusqu'à neuf bras. On la trouve dans une multitude de couleurs, vert, violet, rouge, orange, jaune et brun, soit marbré ou uni.

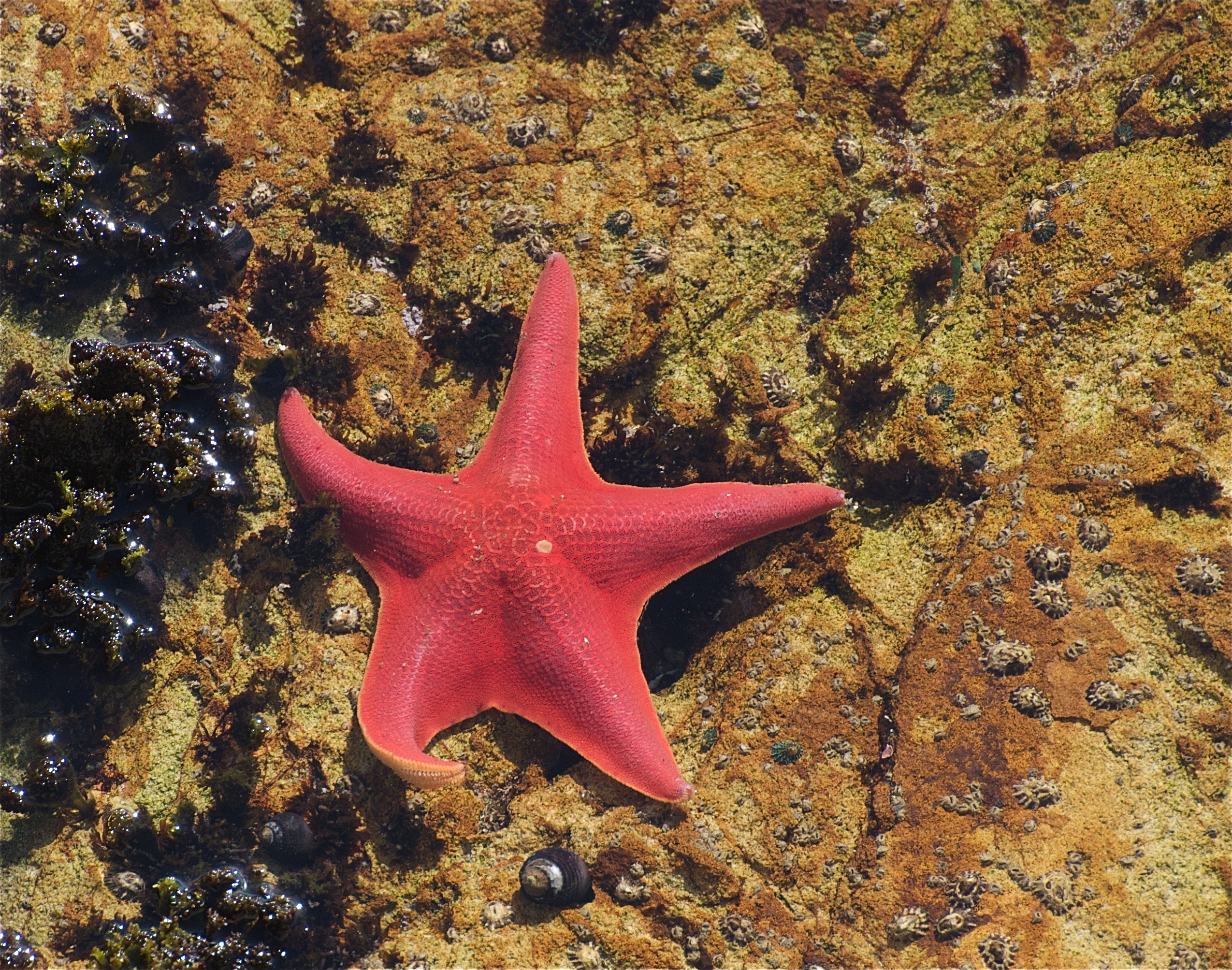
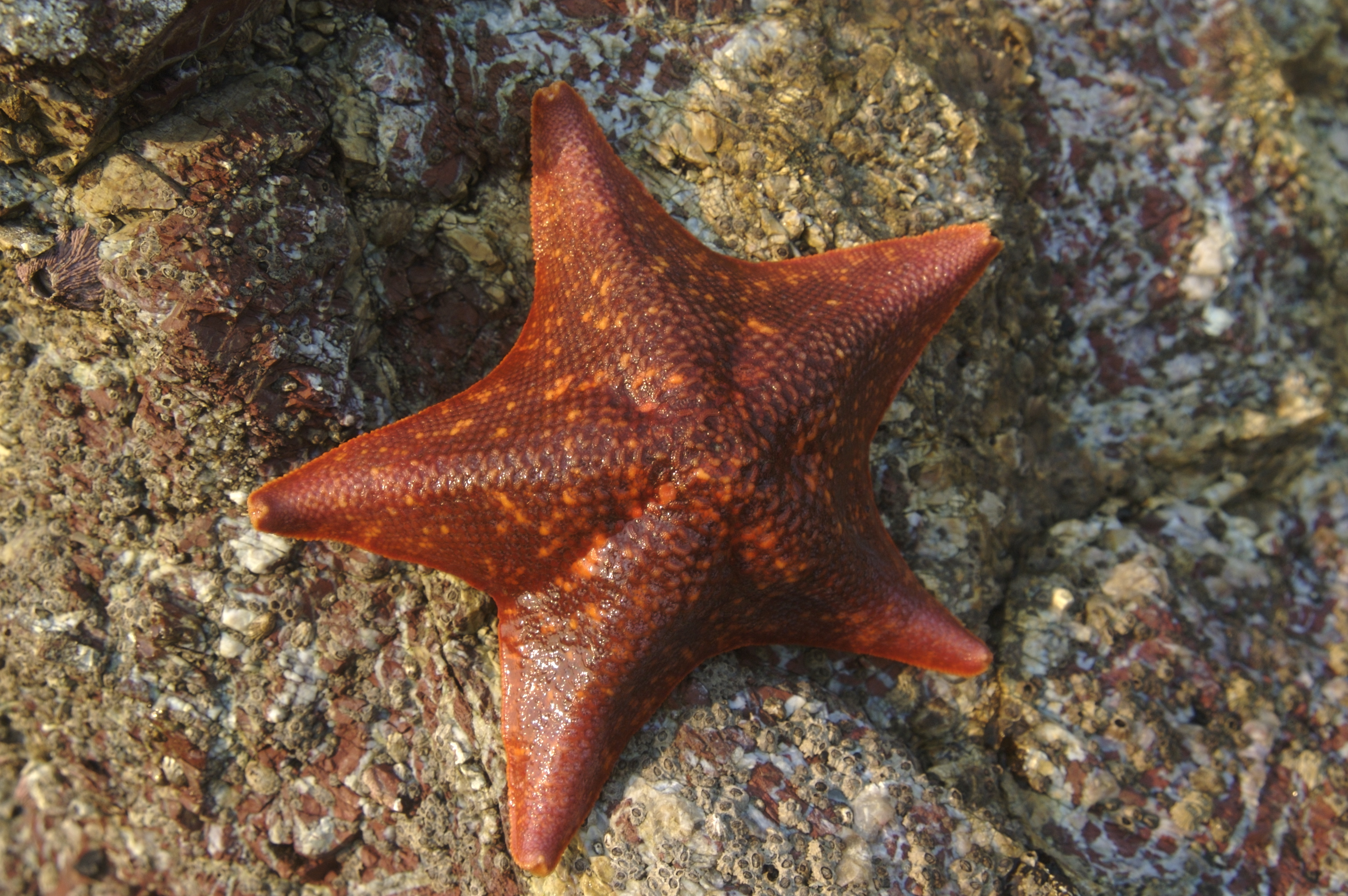
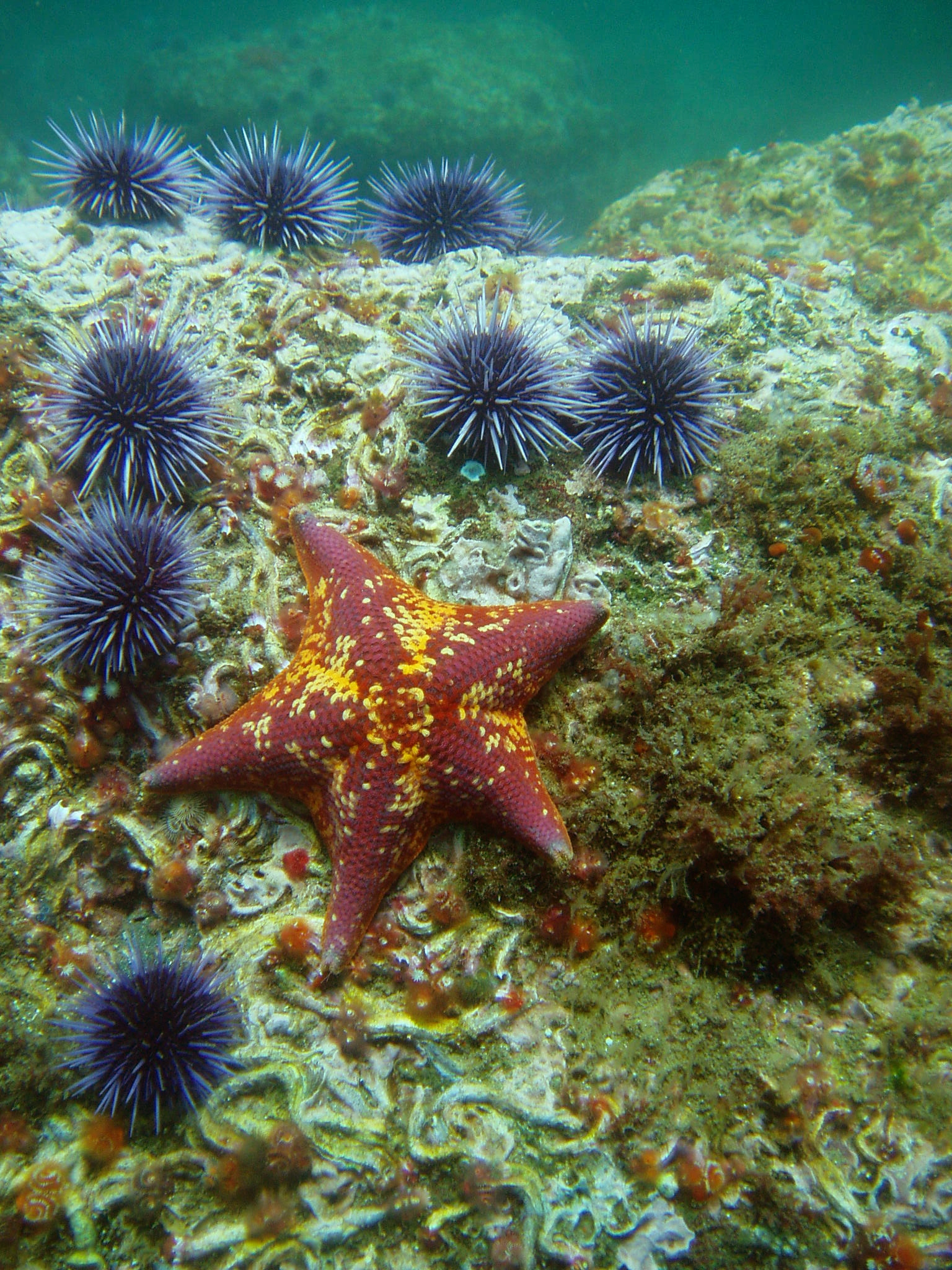
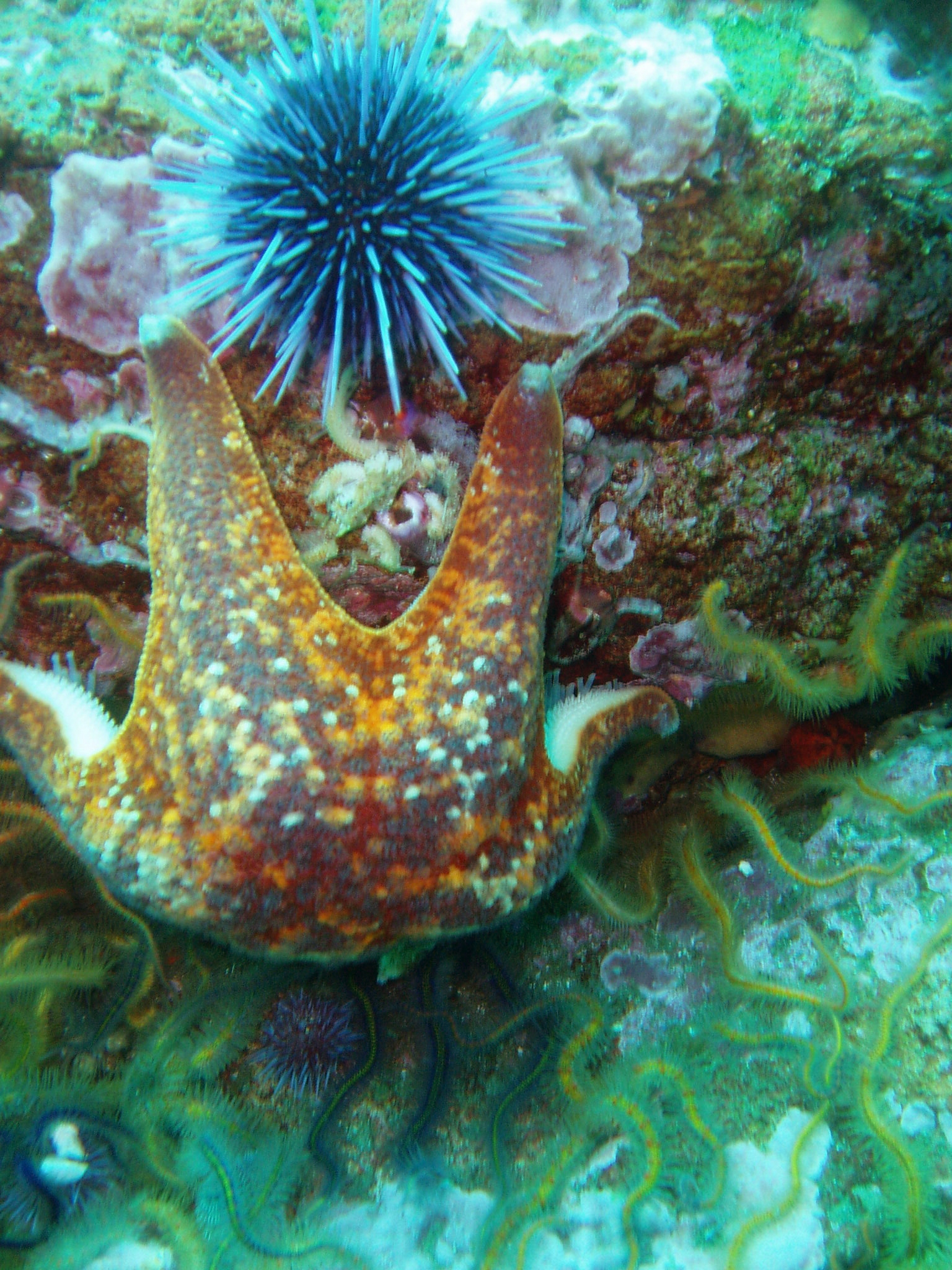
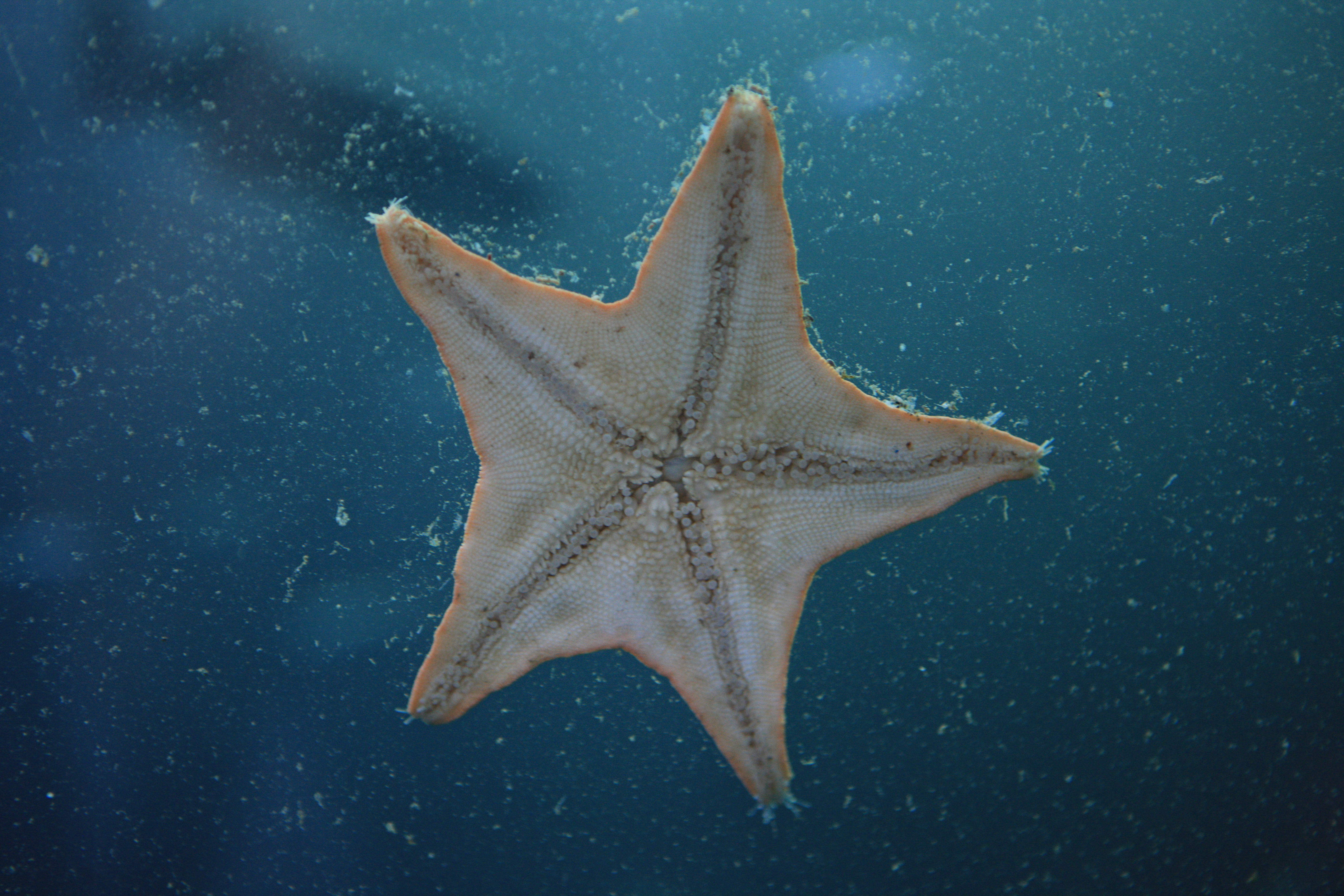

## Habitat et répartition
On la trouve généralement dans la zone intertidale à une profondeur moyenne de 80 mètres. On la rencontre de Sitka, en Alaska jusqu'en Basse-Californie, dans l'océan Pacifique. Elle est plus abondante le long de la côte du centre de la Californie et la baie de Monterey.